# 강동도서관
강동도서관(江東圖書館)은 서울특별시 강동구 양재대로116길 57(길동)에 위치한 도서관이다.
2020년 9월 기준 도서 19만권을 소장하고 있으며 지역주민 및 성인. 어린이 대상 문화프로그램을 운영하고 있는 공공도서관이다.

## 연혁
1984년 4월 25일, 서울시 도서관 설치 조례에 의해 개관하였고, 1996년 10월 25일 전자자료실을 개실하였다. 2020년 문헌정보실 내부를 리모델링하였으며 4층 창의학습공간을 새로 만들었다.

## 사진

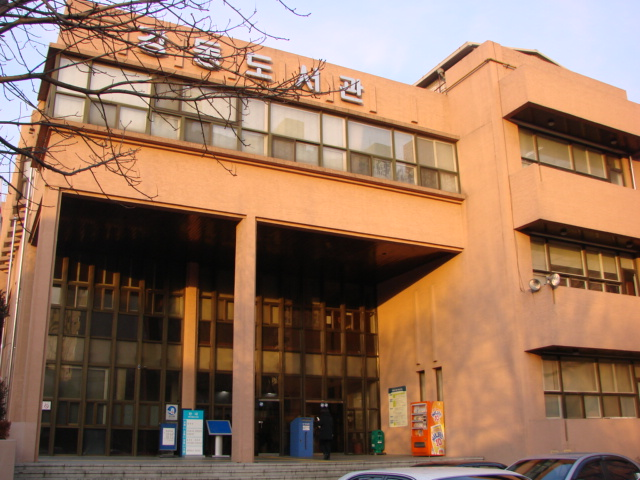
2010년 리모델링 이전 모습

## 참조
1. ↑  강동도서관 자료현황
2. ↑  “연혁”.